# Mosaïque commune du pois
La mosaïque commune du pois est une maladie virale causée par un Potyvirus  (famille des  Potyviridae) qui affecte les cultures de pois et de fève. Ce virus est une souche de la mosaïque jaune du haricot. La maladie, transmise par des pucerons, se manifeste par une mosaïque de taches jaunes sur les feuilles.
La lutte contre cette maladie passe par des traitements aphicides ou par le recours à des variétés résistantes.